# تونی جردن
تونی جردن (انگلیسی: Tony Jordan؛ زادهٔ ۲۱ ژوئیهٔ ۱۹۵۷) فیلم‌نامه‌نویس و تهیه‌کننده تلویزیونی اهل بریتانیا است.
از فیلم‌ها یا مجموعه‌های تلویزیونی که او در آن‌ها نقش داشته‌، می‌توان به ناقوس جنگ، ایست‌اندرز، شیادها، شهر هالبی مرگ در بهشت اشاره نمود.